# K歌情人
《K歌情人》（英語：Music and Lyrics，又譯《共谱恋曲》）是一部2007年華納兄弟推出的美國浪漫愛情喜劇電影，由馬克·勞倫斯執導，休·格兰特、茱兒·芭莉摩主演，敘述一位過氣的80年代流行巨星艾力斯·佛萊契，受到青春偶像柯拉的邀歌，佛萊契決定把握此重返樂壇的大好時機，卻苦於寫不出好歌詞，直到幫他照顧花草的蘇菲·費雪出現。兩人除了創作動人好歌外，也譜出一段戀曲。
本片評價好壞參半，但是仍榮登英國票房冠軍；上映首周就衝上1千九百萬美元票房，當周北美票房第四名。

## 劇情
艾力斯·佛萊契是80年代紅極一時的樂團PoP!的主唱之一，在PoP!解散之後就成為過氣藝人的一份子，在同學會或主題公園之類的場合唱歌為生，服務追隨他從PoP!至今的中年樂迷。正當佛萊契煩惱兼差唱歌的工作不順時，當紅青春偶像柯拉向他邀歌，希望佛萊契能在數天內寫出一首名為「Way Back Into Love」的歌，喜出望外的佛萊契決定把握這個重返樂壇的時機。然而，佛萊契已經十年沒有從事歌曲創作，而且他也不擅長寫歌詞，因此他的經紀人積極幫他尋找作詞人。
可是找到的作詞人卻明顯與佛萊契的風格不符合，就在兩人陷入僵局時，幫佛萊契照顧植物的女孩，蘇菲·費雪出現了。蘇菲隨口哼出的歌詞讓佛萊契驚豔，並決定請蘇菲替他寫詞。隨後佛萊契就發現了蘇菲的秘密：她主修英語文學並發表過作品，與寫作課的教授相戀，卻被對方寫書毀謗，受到極深的傷害。在某次聚餐裡，佛萊契與蘇菲遇見那位教授。在佛萊契鼓勵下，蘇菲終於願意面對心中的恐懼，即使功敗垂成，卻讓佛萊契與蘇菲感情加溫，從合作關係晉升成戀人。
柯拉對佛萊契與蘇菲的作品非常喜愛，卻自行加上不協調的異國曲風及淫聲浪語，這點讓蘇菲十分不滿，急欲說服柯拉使用原始版本。佛萊契害怕蘇菲的誠實會破壞合作，與蘇菲起了爭執，並指責蘇菲就像教授的書裡寫的一樣，不願活在真實世界。被尖酸言詞刺傷的蘇菲，離開了佛萊契。
柯拉邀請佛萊契與蘇菲參加她的演唱會，與家人一起前往的蘇菲，卻驚訝的發現柯拉宣布要表演的是「由艾力斯·佛萊契做的新歌」。覺得自己不受重視的蘇菲準備離開現場，卻聽到佛萊契在台上獨唱了一首想挽回她的新歌「Don't Write Me Off」，隨後佛萊契告訴蘇菲，他已經說服柯拉演唱「Way Back Into Love」的原始版本，佛萊契並與蘇菲在歌曲下接吻。

## 演員
- 休·格兰特 飾演 艾力斯（Alex Fletcher）
- 茱兒·芭莉摩 飾演 蘇菲（Sophie Fisher）
- 布萊德·嘉瑞特 飾演 克里斯（Chris Riley）
- 克莉絲汀·強絲頓（英语：Kristen Johnston） 飾演 朗達 Rhonda Fisher）
- 海莉·班奈特 飾演 柯拉（Cora Corman）
- 坎貝爾·史考特 飾演 史隆（Sloan Cates）
- 史考特·波特 飾演 柯林（Colin Thompson）
- 馬修·莫里森 飾演 雷（Ray），柯拉的經紀人

## 其它
- 結尾告知觀眾關於劇中人日後的發展，所用的方式是仿造美國VH1頻道的節目Pop-up Video（英语：Pop-up Video）。
- 本劇的歌曲演唱與劇中的鋼琴彈奏，均由男主角休·葛蘭親自上陣，由英國80年代流行名團ABC（英语：ABC (band)）的主唱Martin Fry指導[3]。
- 歌曲「Dance With Me Tonight」是導演Marc Lawrence（英语：Marc Lawrence (filmmaker)）13歲的兒子Clyde Lawrence所編寫，他並在歌曲裡負責鋼琴的部份。

## 原聲帶
本片原聲帶曾取得美國告示牌原聲帶排行榜的第五名，告示牌兩百首熱門單曲的第63名。
| #  | 曲名                                         | 詞曲創作                      | CD內頁掛名                                                                                    | 電影工作表掛名       | 歌曲長度 |
| -- | -------------------------------------------- | ----------------------------- | --------------------------------------------------------------------------------------------- | -------------------- | -------- |
| 1  | 你讓我心動 (Pop! Goes My Heart)              | 安德魯·懷亞特(Andrew Wyatt)   | 樂器：安德魯·懷亞特，唱：休·葛蘭、安德魯·懷亞特                                               | 休·葛蘭              | 3.15     |
| 2  | 讓我的佛祖高潮(Buddha's Delight)（錄音室版） | 5                             | 唱：海莉·班奈特(Haley Bennett)、B-vox：露西·伍德沃德(Lucy Woodward)                           | 海莉·班奈特          | 2:47     |
| 3  | 無心之吻(Meaningless Kiss)                   | 亞當·施萊辛格Adam Schlesinger | 薩克斯風：Jack Bashkow、B-vox：馬丁·弗賴(Martin Fry)                                          | 休·葛蘭              | 3:49     |
| 4  | Entering Bootytown                           | 安德魯·懷亞特                 | 樂器：安德魯·懷亞特、唱：海莉·班奈特                                                          | 海莉·班奈特          | 3.24     |
| 5  | 重新找到愛(Way Back Into Love)（試聽帶混音） | 亞當·施萊辛格                 | 樂器：亞當·施萊辛格、唱：茱兒·芭莉摩、休·葛蘭                                                 | 茱兒·芭莉摩、休·葛蘭 | 4:12     |
| 6  | Tony the Beat                                | The Sounds                    | The Sounds                                                                                    | The Sounds           | 3:10     |
| 7  | 今夜與我共舞(Dance With Me Tonight)          | 克萊德·勞倫斯(Clyde Lawrence) | 開頭：克萊德·勞倫斯、唱：休·葛蘭、安德魯·懷亞特、薩克斯風：薩姆·阿爾布萊特(Sam Albright)      | 休·葛蘭              | 3:00     |
| 8  | Slam 衝擊                                    | 安德魯·懷亞特                 | 唱：海莉·班奈特、B-vox：安德魯·懷亞特                                                         | 海莉·班奈特          | 3:48     |
| 9  | Don't Write Me Off                           | 亞當·施萊辛格                 | 鋼琴：亞當·施萊辛格                                                                           | 休·葛蘭              | 2:30     |
| 10 | Way Back Into Love（錄音室版）               | 亞當·施萊辛格                 | 樂器：亞當·施萊辛格、唱：休·葛蘭、海莉·班奈特、B-vox：Britta Phillips、凱利·瓊斯(Kelly Jones) | 海莉·班奈特、休·葛蘭 | 4:37     |
| 11 | Different Sound                              | Teddybears                    | 演唱：Malte Holmberg                                                                          | Teddybears           | 3:23     |
| 12 | 愛的解剖(Love Autopsy)（錄音室版）           | 馬克·勞倫斯(Marc Lawrence)    | 鋼琴：邁克爾·拉夫特(Michael Rafter)、唱：休·葛蘭                                              | 休·葛蘭              | 0:40     |

## 外部連結
- 互联网电影数据库（IMDb）上《K歌情人》的资料（英文）
- AllMovie上《K歌情人》的资料（英文）
- 爛番茄上《K歌情人》的資料（英文）
- Box Office Mojo上《K歌情人》的資料（英文）
- Metacritic上《K歌情人》的資料（英文）
- Interviews with Drew Barrymore and Hugh Grant at About.com
- Yahoo奇摩電影上《K歌情人》的資料（繁體中文）
- 開眼電影網上《K歌情人》的資料（繁體中文）
- 时光网上《K歌情人》的資料（简体中文）
- 豆瓣电影上《K歌情人》的資料 （简体中文）